# Marek Ujlaky
Marek Ujlaky (* 26. března 1974, Zeleneč, Slovensko) je bývalý slovenský fotbalový záložník a reprezentant.
Po ukončení kariéry v létě 2009 se stal společně s Igorem Bališem a Jozefem Adamcem vyhledávačem talentů pro slovenský klub FC Spartak Trnava.

## Klubová kariéra
Ujlaky působil během své kariéry ve slovenských klubech FC Spartak Trnava, ŠK Slovan Bratislava, FC Senec, FC ViOn Zlaté Moravce, OŠK Šúrovce, v českém FK Drnovice a rakouském UFC Tadten.
V dubnu 2006 se po zákroku Petra Dobiáše zranil v zápase proti Nitře, což jej vyřadilo do konce sezóny 2005/2006 a pro několik zápasů následující sezóny.

## Reprezentační kariéra
Marek Ujlaky debutoval v A-mužstvu Slovenska 22. února 1995 v přátelském utkání proti domácí Brazílii. Odehrál celý zápas, jenž skončil vítězstvím jihoamerického mužstva 5:0.
Svůj první reprezentační gól zaznamenal v domácím kvalifikačním utkání 11. října 1995 proti Polsku, které domácí vyhráli v Bratislavě 4:1. Ujlaky se prosadil v 77. minutě krátce po svém příchodu na hřiště, když zvyšoval na průběžných 3:1.
Celkem odehrál ve slovenském A-mužstvu 39 utkání, v nichž vstřelil 2 branky.

### Reprezentační góly
Góly Marka Ujlakyho za slovenské reprezentační A-mužstvo
| Gól | Datum        | Stadion                  | Soupeř    | Skóre (min.) | Výsledek | Soutěž                   |
| --- | ------------ | ------------------------ | --------- | ------------ | -------- | ------------------------ |
| 010 | 11. 10. 1995 | Tehelné pole, Bratislava | Polsko    | 03:1 0(77.)  | 4:1      | kvalifikace na Euro 1996 |
| 02  | 027. 3. 1996 | Nitra                    | Bělorusko | 03:0 0(61.)  | 4:0      | přátelské utkání         |